# Lipbachsenke
Das Gebiet Lipbachsenke ist ein mit Verordnung vom 25. August 1993 des Regierungspräsidiums Tübingen ausgewiesenes Natur- (NSG-Nummer 4.227) und Landschaftsschutzgebiet (LSG-Nummer 4.35.037) im Gebiet der Stadt Friedrichshafen und der Gemeinde Immenstaad im Bodenseekreis, Baden-Württemberg in Deutschland.

## Lage
Das 29 Hektar große Naturschutzgebiet und anschließende 25 Hektar große Landschaftsschutzgebiet Lipbachsenke, im Nordosten Immenstaads, nördlich der Bundesstraße 31, sowie südwestlich von Kluftern und westlich von Fischbach gelegen, gehört naturräumlich zum Bodenseebecken und liegt auf einer Höhe von 430 m ü. NN.

## Schutzzweck
Wesentlicher Schutzzweck des NSG Lipbachsenke ist die Erhaltung der in ihrer Struktur noch weitgehend natürlichen Bachaue des meist frei mäandernden Lipbachs mit anschließendem Sumpfwald, Wald- und Gehölzsaum sowie Lehmgrubengewässern („Heger Weiher“) als Lebensraum einer Vielzahl von gefährdeten und besonders geschützten Pflanzen- und Tierarten. Wesentlicher Schutzzweck des Landschaftsschutzgebiets ist die Sicherung des ökologisch notwendigen Ergänzungsraums für das Naturschutzgebiet.

## Flora und Fauna

### Flora
Aus der schützenswerten Flora sind unter anderem folgende Pflanzenarten zu nennen:
- der Bärlauch (Allium ursinum) ist eine Art aus der Familie der Lauchgewächse
- die Frühlings-Platterbse (Lathyrus vernus), eine typische Pflanze der mitteleuropäischen Edellaubwälder aus der Familie der Hülsenfrüchtler
- der Gefleckte Aronstab (Arum maculatum), auch Zehrwurz genannt, ist eine Pflanzen-Art aus der Familie der Aronstabgewächse
- die Grünliche Waldhyazinthe (Platanthera chlorantha)
- das Quirlige Tausendblatt (Myriophyllum verticillatum), eine Pflanzenart aus der Familie der Tausendblattgewächse
- die Scheinzypergras-Segge (Carex pseudocyperus), eine Pflanzenart aus der Familie der Sauergrasgewächse

### Fauna
Aus der schützenswerten Fauna sind folgende Tierarten zu nennen:
- Amphibien
  - die Erdkröte (Bufo bufo), eine weit verbreitete Froschlurch-Art aus der Familie der Kröten
  - der Grasfrosch (Rana temporaria), eine Art der Familie der Echten Frösche
  - der Europäische Laubfrosch (Hyla arborea), ein Froschlurch, der zur Familie der Laubfrösche i.w.S zählt
- Insekten, unter anderem zwölf Libellen-Arten kartiert
  - die Braune Mosaikjungfer (Aeshna grandis), eine Libellenart aus der Familie der Edellibellen
  - die Gefleckte Smaragdlibelle (Somatochlora flavomaculata), eine Art aus der Familie der Falkenlibellen
  - die Herbst-Mosaikjungfer (Aeshna mixta), auch eine Libellenart aus der Familie der Edellibellen
- Vögel, 64 Brutvogelarten kartiert
  - der Drosselrohrsänger (Acrocephalus arundinaceus), ein Singvogel aus der Familie der Grasmückenartigen
  - der Eisvogel (Alcedo atthis), die einzige in Mitteleuropa vorkommende Art aus der Familie der Eisvögel
  - der Pirol (Oriolus oriolus), eine Singvogelart aus der Familie der Pirole